# Sphaenorhynchus
Sphaenorhynchus là một chi động vật lưỡng cư trong họ Nhái bén, thuộc bộ Anura. Chi này có 12 loài và không bị đe dọa tuyệt chủng.

## Hình ảnh

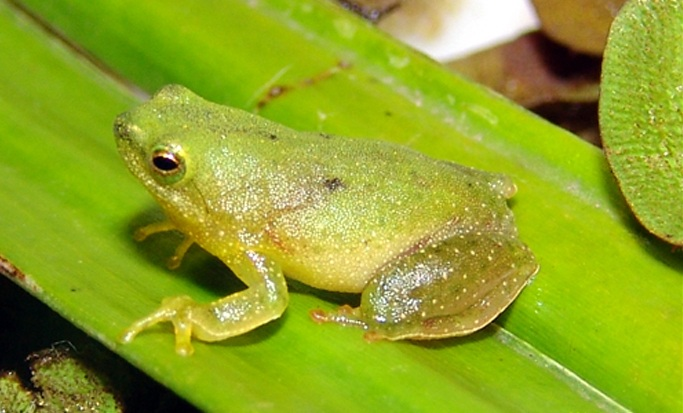